# Ittihad Fkih Ben Salah
Ittihad Riadi Fkih Ben Salah – marokański klub piłkarski z siedzibą w Fquih Ben Salah. Według stanu na sezon 2020/2021 zespół gra w GNFA 2.

## Opis
Klub założony został w 1962 roku. Od sezonu 1980/1981 do 1983/1984 drużyna grała w GNF 1. Najlepszym wynikiem w pucharze kraju był ćwierćfinał w sezonie 2008/2009. Zespół swoje mecze rozgrywa na Stade Municipal de Fkih Ben Salah, który może pomieścić 3000 widzów.